# Morti nel 1055
| Questa pagina contiene informazioni ricavate automaticamente dalle voci biografiche con l'ausilio del template Bio e di un bot. L'aggiornamento è periodico e automatico e ricostruisce completamente la pagina. Se manca una persona in questa lista, sei pregato di non aggiungerla, ma accertati piuttosto che la sua voce biografica contenga il template Bio e che i dati anagrafici siano correttamente compilati. Se il template Bio manca, inseriscilo tu stesso o, in alternativa, metti l'avviso {{tmp\|Bio}} che ne segnala la mancanza. Se i dati riportati sono sbagliati, correggi direttamente la voce biografica; le modifiche saranno visibili in questa lista entro pochi giorni. Per chiarimenti vedi il progetto biografie. La lista contiene solo le 14 persone che sono citate nell'enciclopedia e per le quali è stato implementato correttamente il template Bio. Pagina aggiornata al 10 feb 2025. |

- 10 gennaio - Bretislao I di Boemia, nobile boemo
- 11 gennaio - Costantino IX Monomaco, imperatore bizantino
- 25 febbraio - Udalrico II, vescovo italiano
- 10 aprile - Corrado II di Baviera, nobile tedesco (n. 1052)
- 26 maggio - Adalberto di Babenberg, nobile tedesco
- 13 novembre - Guelfo IV di Carinzia, nobile austriaco
- 5 dicembre - Corrado I di Baviera, nobile tedesco
- Bartolomeo il Giovane, monaco cristiano italiano (n. 981)
- Federico di Toscana, nobile italiano
- Imiza di Lussemburgo, nobile tedesca
- Marciano, vescovo italiano
- Gruffydd ap Rhydderch, gallese
- Siward, conte di Northumbria, militare svedese
- Rinchen Zangpo, traduttore tibetano (n. 958)